# Conus nux
Conus nux é uma espécie de gastrópode do gênero Conus, pertencente à família Conidae.

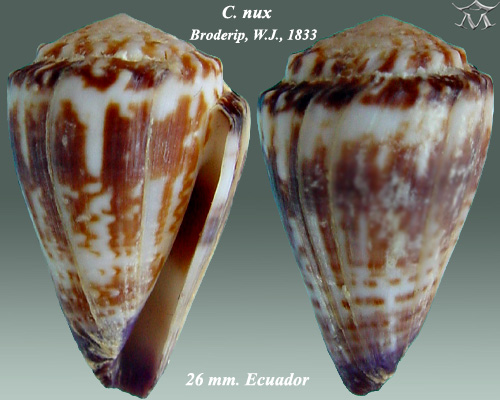
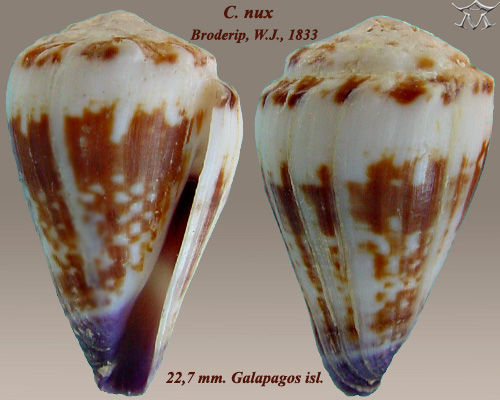
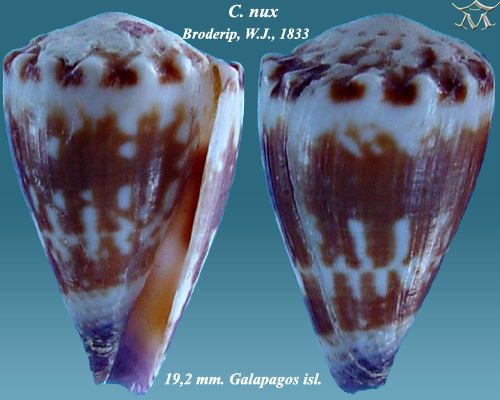
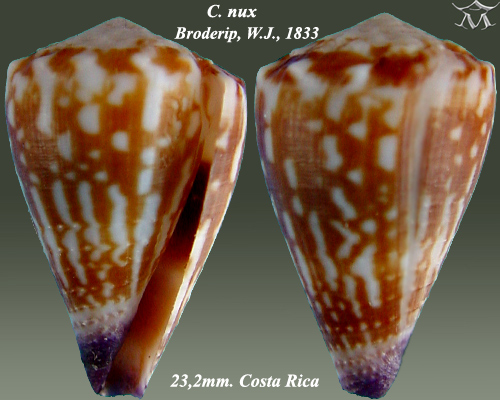